# 黄垇乡
黄垇乡，是中华人民共和国江西省吉安市井冈山市下辖的一个乡镇级行政单位。

## 行政区划
黄垇乡下辖以下地区：
黄垇村、洪石村、光裕村、石角村和福溪村。